# Hiba Abu Nada
Hiba Kamal Abu Nada (arabe : هبة كمال أبو ندى), née le 24 juin 1991 à La Mecque et morte le 20 octobre 2023 à Khan Younès, dans la bande de Gaza, est une poétesse, romancière, nutritionniste[réf. à confirmer] et wikimédienne palestinienne. Elle a remporté la deuxième place du prix Charjah pour la créativité arabe lors de la 20e session en 2017,.

## Biographie
Abu Nada est née le 24 juin 1991 à La Mecque, en Arabie saoudite, dans une famille de réfugiés de la Nakba originaires de Beit Jirja (en). Elle fait ses études à l'université islamique de Gaza, où elle obtient une licence en biochimie, puis une maîtrise en nutrition clinique de l'université al-Azhar de Gaza,. Elle remporte le prix Sharjah pour la créativité arabe (deuxième place) lors de la 20e session pour son roman intitulé al-Uksujīn laysa lil-mawtā (« L'oxygène n'est pas pour les morts », الأكسجين ليس للموتى) en 2017,, qui a pour toile de fond les printemps arabes. Elle participe à trois recueils de poésie,.
Le 20 octobre 2023, elle est tuée par une frappe aérienne de l'armée de l'air israélienne contre sa maison à Khan Younès. Elle avait 32 ans,.

## Contribution à Wikipédia
Hiba Abu Nada a fait du bénévolat sur Wikipédia en 2021 dans le cadre d'un programme d'apprentissage à distance, WikiRies (ar), et a été correctrice pour les articles de prépublication des stagiaires.

## Œuvres
- (ar) Hiba Abu Nada, الأكسجين ليس للموتى, Département de la culture de Charjah,‎ 2017, الأولى éd., 300 p. (ISBN 978-9948-23-314-5, OCLC 1032289333, LCCN 2018340927).

## Hiba Abu Nada dans la mémoire
Le compositeur Nicola Gelo a dédié sa chanson È passata Maria « à la poétesse Hiba Abu Nada [...] de sort que la terrible délicatesse de tes vers continue de résonner parmi les peuples du monde asservis par l'indifférence et l'oubli»